# 质子半径之谜
质子半径之谜（英語：proton radius puzzle）是物理学中与質子大小有关的一个尚未解决的问题。历史上，质子半径是通过两种独立的方法测量的，它们的收敛值约为0.877飞米（1 fm = 10−15 m）。2010年的一项实验使用了第三种方法，该方法测得的半径为0.842飞米，比之前的结果小5%。这一分歧仍未得到公认的解释，是一个正在进行的研究课题。

## 传统测量方法
在2010年之前，质子半径是用两种方法中来测量的：一种依靠光谱学，另一种依靠核散射。

### 光谱法
光谱学方法使用围绕原子核运转的电子的能级。能级的精确值对核半径很敏感（参见蘭姆位移）。由於氫的原子核僅由一個質子組成，因此對氫原子中電子能級的測量可以間接得出質子半徑。现在氢能级的测量非常精确，在将实验结果与理论计算进行比较时，质子半径是限制因素。用该方法得出的质子半径约为(8.768±0.069)×10−16 米（或0.8768±0.0069 fm），相对不确定度约为1%。

### 核散射
核方法与證明原子核存在的卢瑟福散射实验原理相似。向质子发射像电子这样的小粒子，通过测量电子是如何散射的，可以推断出质子的大小。用此方法所得出的质子半径约为(8.775±0.005)×10−16 米（或0.8775±0.005 fm），這與光譜學方法所得出的結果吻合。

## μ子氢实验及后续

### μ子氢实验
2010年，波尔等人发表了一项依赖于μ子氢的实验结果。普通的氫原子是由一個質子和一個電子所組成，而μ子氫則是由一個質子和一個μ子所組成。而从概念上讲，这与利用普通氫原子的光谱学方法类似。不過，μ子的质量高得多，使得它和質子之間的距離比普通氫原子中电子和質子間的距離短207倍，因此它对质子的大小更敏感。實驗所得半徑值為0.842±0.001 fm，比先前的测量值小5个標準差（5σ）。新测得的半径比先前的测量值小4%，此差值的准确度在1%以内。（新测量的不确定度限仅为0.1%，與兩項實驗所得半徑值的差值相比，可忽略不計。）

### 后续实验
自2010年以来，科學家再次使用电子进行的测量，已将估计半径略微减小到(8.751±0.061)×10−16 米（0.8751±0.0061 fm），但不確定性也进一步降低，此次測量與用μ子測量的差異也因此扩大到7σ以上。
波尔等人于2016年8月进行了一项后续实验，利用氘原子制造出了μ子氘，并测量了氘的半径。这项实验使测量结果的准确度提高了2.7倍，但结果却比預期值小7.5个标准差，偏差巨大。2017年，波尔的团队进行了另一个实验，用两种不同的激光來激发氢原子。通过测量受激发电子回到低能态时所释放的能量，便可以计算出里德伯常量，并由此推断出质子半径。结果再次比普遍接受的质子半径小约5%。
2019年，两个实验组分别使用光谱法和散射法得到了与2010年的μ子氢实验一致的结果，新的实验结果支持了较小的质子半径，但仍然无法解释与2010年以前的实验的差异。

## 提出的解释
这一异常现象仍未有獲得科學界公认的解释，是一个活跃的研究领域。目前还没有确凿的理由怀疑旧数据的有效性。問題的關鍵，是相互獨立的研究團隊都能夠重现这种异常现象。
儘管現階段的实验证据仍有不确定因素，但理論學家已經陸續提出各種可能導致此現象的原理，包括：三体力、引力与弱力的相互作用或与味相关的相互作用、額外維度引力、新玻色子以及准自由
π+
假说。
最早研究这个谜题的學者兰道夫·波尔表示，假如谜题帶來新物理的發現，那固然是件令人振奮的事，不過最可能的解释並不是新的物理，而是某些测量過程所產生的假象。他个人的推測是，过去的测量结果误判了里德伯常量，即目前官方的质子大小是不准确的。
杰斐逊实验室的阿拉孔等人（2018）试图在已有的物理学的框架里解决这个难题。他們提出，在現有電子散射實驗數據的基礎上，如果用另一種合理的方式，在擬合數據的過程中更偏重能量較高的數據點，便可得出與μ子氢测量结果一致的質子電荷半徑值。換言之，過去在推算質子電荷半徑的數據擬合過程中，忽略了一些重要的理論不確定性，這才是質子半徑之謎的根本原因。
另一些研究者則认为，在利用電子的實驗中，數據分析過程並沒有正確地從狹義相對論的角度考慮到實驗每個部分的静止坐标系。此外，μ子氢的极化現象在普通氫原子中並不會發生，這一差異也有可能導致兩種方法得出不同的質子半徑值。2019年4月的一篇论文提出，在計算質子、μ子和電子的相對大小時套用尺度相对论，或許能解答質子半徑之謎。